# Коно (окръг)
Коно (на английски: Kono) е един от 12-те окръга на Сиера Леоне. Разположен е в източната провинция на страната и граничи с Гвинея. Столицата на окръга е град Койду – четвъртият по големина град в Сиера Леоне. Площта на Коно е 3588 км², а населението е 506 100 души (по преброяване от декември 2015 г.). 55% от населението е от етническата група коно. Земеделието в окръга е добре развито, като най-масово отглежданите култури са какао, кафе и ориз.
Окръг Коно е наречен „житницата“ на Сиера Леоне, заради голямото му икономическо значение. Всяка година, в Коно се произвеждат диаманти на стойност стотици милиони американски долари. В окръга се намира най-голямата концентрация на рудокопачи в света. Диамантите на Коно, откакто са открити през 30-те години на XX век, представляват над 50% от брутния национален продукт на Сиера Леоне. Въпреки този огромен принос в икономиката на страната, Коно остава един от най-слабо развитите окръзи на Сиера Леоне.
Преди гражданската война в Сиера Леоне, окръг Коно е имал население над 600 000 души, но поради опустошенията от нея, много хора са го напуснали.